# Casablanca (Murcia)
Casablanca es una localidad perteneciente a la pedanía de Venta de la Aurora, en el municipio de Abarán, provincia de Murcia. Está situada en la Vega Alta del Segura, en la cuenca del río Segura. Cuenta con una población de 24 hab., y se encuentra en la carretera que une Abarán con Abanilla, a los pies de la Sierra de la Pila. 
Economía
Vive de la agricultura, concretamente de melocotoneros y viñedos.
- Datos: Q5755679